# Bruno Angles
Bruno Angles est un dirigeant d'entreprise français.

## Biographie

### Origine et formation
Bruno Angles est né le 14 novembre 1964 à Paris dans le 15e arrondissement. Il passe une partie de son enfance au Luxembourg où son père poursuit sa carrière au Parlement Européen. De retour en France, il intègre la classe préparatoire du Lycée Sainte Geneviève à Versailles avant d’être admis à l'école polytechnique et d'entrer dans le corps des ponts et chaussées. Il est également diplômé du Collège des Ingénieurs.

### Carrière

#### Administration et secteur public
Entre 1990 et 1994, Bruno Angles est conseiller technique de Bernard Bosson au Ministère de l’Équipement où il est notamment chargé des questions des réseaux routiers et autoroutiers. En parallèle, il est élu au conseil municipal de Rennes dans l’opposition centriste à Edmond Hervé. Entre 1994 et 1996, il est à la tête des Autoroutes et Tunnel du Mont-Blanc. En 1996, il rejoint le secteur privé après avoir envisagé une carrière politique,.

#### Secteur privé
Rentré chez McKinsey en 1996, il est notamment impliqué dans la fusion entre Pechiney et le groupe canadien Alcan, qui signe l'absorption du groupe français d'aluminium. Employé quelque temps par le cabinet Mercer, Bruno Angles travaille ensuite pour le fonds australien Macquarie, actif dans les investissements d’infrastructures (aéroports, ports, autoroutes). Les sept sociétés concessionnaires d’autoroutes le choisissent en 2015 pour négocier en leur nom la prolongation des concessions autoroutières avec l’État.

#### Secteur bancaire et assurantiel
Il entre en 2016 au Crédit suisse comme directeur de la banque pour la France et la Belgique, à la période où cette banque fait face à une enquête pour des délits de démarchage illégal et de blanchiment de fraude fiscale. Nommé directeur général d'AG2R La Mondiale en mai 2022, Bruno Angles impulse une transformation d'AG2R La Mondiale. Selon Mediapart, il présente un projet qui semble viser au contrôle par La Mondiale (assurances) de AG2R (régime de protection sociale paritaire) et donc à terme sa "privatisation" ; un changement des statuts du groupe ; la mise en place d’une holding regroupant l’ensemble des activités afin « d’aligner la gouvernance économique sur la gouvernance politique ». Bruno Angles et AG2R La Mondiale ont démenti les intentions prêtées par Mediapart dans des droits de réponse adressés au journal. En mai 2024, l'ensemble des résolutions proposées à l’Assemblée Générale de l’association sommitale sont adoptées à l'unanimité par les organisations syndicales et patronales. En octobre 2024, le conseil d'administration de l'association sommitale vote en faveur de la création d'une filiale de réassurance interne afin de renforcer le schéma prudentiel du groupe.
Près de deux ans après son arrivée, il annonce des résultats 2023 en hausse à la suite du plan de redressement qu'il a engagé. Pour la première fois depuis 10 ans, l'activité prévoyance devient positive à 53 millions d’euros, à comparer avec une perte de 75 millions d’euros deux ans plus tôt. Les résidences senior Domitys touchées par le retournement du marché immobilier subissent quant à elles une contre-performance.
En janvier 2025, Bruno Angles quitte la direction générale d'AG2R La Mondiale,,. A la même période il est nommé président de Polytechnique Insights.

## Publications
- Bruno Angles, De temps en temps : les multiples visages d’un trésor, Éditions du Cerf, janvier 2024.

## Mandats
- Président de l'Association des anciens élèves et diplômés de l'École polytechnique (2015-2019)
- Administrateur de la RATP (2016-2024)
- Administrateur de la Fondation de France depuis 2019

## Distinctions
- Officier de la Légion d’honneur
- Commandeur de l'Ordre national du Mérite